# Инонотус
Иноно́тус (лат. Inonotus) — род грибов-базидиомицетов, входящий в семейство Гименохетовые (Hymenochaetaceae).

## Описание
Плодовые тела однолетние, распростёртые или шляпочные, мягкие или очень жёсткие, деревянистые. Верхняя поверхность шляпки неровная, желтоватая, буроватая или коричневая, бархатистая или опушённая. Гименофор трубчатый, ржаво-коричневатого цвета, иногда с желтоватым или розоватым оттенком, поры обычно округлые и небольшие, реже неправильной формы и крупные. Мякоть коричного или тёмно-коричневого цвета.
Гифальная система мономитическая, гифы с немного утолщёнными стенками. Споры почти шаровидные или эллиптические, у некоторых видов цилиндрические, гладкие, неокрашенные или буроватые, неамилоидные.

## Сходные виды в других родах
Инонотус близок к родам инокутис, онния, гименохета, феллинус, филлопория и аурификария.

## Экология
Представители рода произрастают на стволах мёртвых и живых лиственных и хвойных деревьев.

## Таксономия
Синонимы:
- Cycloporellus Murrill, 1907
- Flaviporellus Murrill 1905
- Inoderma P. Karst., 1879 non (Ach.) Gray, 1821 nec Berk., 1881
- Inodermus Quél., 1886
- Inonotopsis Parmasto, 1973
- Phaeoporus J. Schröt., 1888
- Polystictoides Lázaro Ibiza, 1917
- Xanthoporia Murrill, 1916

### Список видов
- Inonotus adnatus Ryvarden, 2002
- Inonotus afromontanus Ryvarden, 1999
- Inonotus albertinii (Lloyd) P.K. Buchanan & Ryvarden, 1988
- Inonotus andersonii (Ellis & Everh.) Černý, 1963
- Inonotus australiensis Ryvarden, 2005
- Inonotus austropusillus Ryvarden, 2005
- Inonotus baumii (Pilát) T. Wagner & M. Fisch., 2002
- Inonotus boninensis T. Hatt. & Ryvarden, 1993
- Inonotus chihshanyenus T.T. Chang & W.N. Chou, 1998
- Inonotus chilanshanus T.T. Chang & W.N. Chou, 2000
- Inonotus clemensiae Murrill, 1908
- Inonotus costaricensis Ryvarden, 2002
- Inonotus cuticularis (Bull.) P. Karst., 1879
- Inonotus dentatus Ryvarden, 2002
- Inonotus dentiporus Ryvarden, 2002
- Inonotus diverticuloseta Pegler, 1967
- Inonotus dryadeus (Pers.) Murrill, 1908
- Inonotus duostratosus (Lloyd) P.K. Buchanan & Ryvarden, 1988
- Inonotus euphoriae (Pat.) Ryvarden, 2005
- Inonotus farlowii (Lloyd) Gilb., 1976
- Inonotus fimbriatus L.D. Gómez & Ryvarden, 1985
- Inonotus flavidus (Berk.) Ryvarden, 1984
- Inonotus fulvomelleus Murrill, 1908
- Inonotus glomeratus (Peck) Murrill, 1920
- Inonotus gracilis Ryvarden, 2005
- Inonotus hamusetulus Ryvarden, 1984
- Inonotus hemmesii Gilb. & Ryvarden, 2002
- Inonotus hispidus (Bull.) P. Karst., 1879 — Инонотус, или трутовик щетинистоволосый
- Inonotus iodinus (Mont.) G. Cunn., 1948
- Inonotus japonicus Ryvarden, 2005
- Inonotus juniperinus Murrill, 1908
- Inonotus leporinus (Fr.) P. Karst., 1882
- Inonotus levis P. Karst., 1887
- Inonotus lloydii (Cleland) P.K. Buchanan & Ryvarden, 1993
- Inonotus lonicericola (Parmasto) Y.C. Dai, 2010
- Inonotus luteoumbrinus (Romell) Ryvarden, 2005
- Inonotus magnisetus Y.C. Dai, 2010
- Inonotus marginatus Ryvarden, 2002
- Inonotus micantissimus (Rick) Rajchenb., 1987
- Inonotus microsporus Ryvarden, 1999
- Inonotus mikadoi (Lloyd) Gilb. & Ryvarden, 2000
- Inonotus munzii (Lloyd) Gilb., 1969
- Inonotus navisporus Ryvarden, 2005
- Inonotus neotropicus Ryvarden, 2002
- Inonotus nidus-pici Pilát ex Pilát, 1953
- Inonotus nodulosus (Fr.) P. Karst., 1882
- Inonotus nothofagi G. Cunn., 1948
- Inonotus novoguineensis Ryvarden, 2005
- Inonotus obliquus (Ach. ex Pers.) Pilát, 1942 — Чага
- Inonotus ochroporus (Van der Byl) Pegler, 1964
- Inonotus pachyphloeus (Pat.) T. Wagner & M. Fisch., 2002
- Inonotus pacificus Ryvarden, 2005
- Inonotus palmicola Ryvarden, 1999
- Inonotus papyrinus Ryvarden, 2005
- Inonotus patouillardii (Rick) Imazeki, 1943
- Inonotus pegleri Ryvarden, 1975
- Inonotus peristrophidis S. Ahmad, 1972
- Inonotus pertenuis Murrill, 1908
- Inonotus plorans (Pat.) Bondartsev & Singer, 1941
- Inonotus porrectus Murrill, 1915
- Inonotus pruinosus Bondartsev, 1962
- Inonotus pseudoglomeratus Ryvarden, 2002
- Inonotus pseudoradiatus (Pat.) Ryvarden, 1983
- Inonotus pusillus Murrill, 1904
- Inonotus quercustris M. Blackw. & Gilb., 1985
- Inonotus radiatus (Sowerby) P. Karst., 1881 — Инонотус лучистый
- Inonotus rheades (Pers.) Bondartsev & Singer, 1941 — Трутовик лисий
- Inonotus rickii (Pat.) D.A. Reid, 1957
- Inonotus rodwayi D.A. Reid, 1957
- Inonotus setulosocroceus (Cleland & Rodway) P.K. Buchanan & Ryvarden, 1993
- Inonotus shoreae (Wakef.) Ryvarden, 2005
- Inonotus sideroides (Lév.) Ryvarden, 2005
- Inonotus splitgerberi (Mont.) Ryvarden, 1972
- Inonotus subiculosus (Peck) J. Erikss. & Å. Strid, 1969
- Inonotus tabacinus (Mont.) G. Cunn., 1948
- Inonotus triqueter (Fr.) P. Karst., 1882
- Inonotus tropicalis (M.J. Larsen & Lombard) T. Wagner & M. Fisch., 2002
- Inonotus ulmicola Corfixen, 1990
- Inonotus ungulatus Ryvarden, 2005
- Inonotus vaninii (Ljub.) T. Wagner & M. Fisch., 2002
- Inonotus venezuelicus Ryvarden, 1987
- Inonotus weirianus (Bres.) T. Wagner & M. Fisch., 2002
- Inonotus weirii (Murrill) Kotl. & Pouzar, 1970
- Inonotus xanthoporus Ryvarden, 1999